# Felix Hemmerlin
Felix Hemmerlin (sinonímia: Felix Malleolus; Felix von Malleolus) (Zurique, 11 de Setembro de c1388 — Lucerna, entre 1458 e 1461), foi humanista, teólogo, prepósito, político eclesiástico, heráldico, canonista, cantor religioso e tratadista suíço.  Escreveu mais de trinta tratados sobre os mais diversos assuntos, muitos dos quais eram críticas direcionadas aos frades mendicantes, as beguinas ou merceeiras, e até mesmo contra Nicolau de Cusa (1401-1464), cardeais incluindo o papa.

## Biografia
Foi educado no colégio de religiosos de sua cidade natal, e mais tarde entrou para a Universidade de Erfurt, e em 1408 estudou direito durante quatro anos na Universidade de Bolonha.  No início do ano de 1412 tornou-se canonista na igreja de São Félix e Santa Régula em Zurique.  Tempos depois dignidade similar lhe foi conferida na Igreja de São Maurício, em Zofingen.  Em 1413, retorna mais uma vez à Universidade de Erfurt onde se formou Bacharel em Direito Eclesiástico.  Em 1414 foi exerceu o posto de tabelião, em 1418 recebe o diploma de Baccalaureus iuris canonici (Bacharel em Direito Canônico), e em 1424 recebeu o seu diploma de Doutorado na Universidade de Bolonha.  

## Carreira profissional
Em 1414 participou do Concílio de Constança.  Identificou-se profundamente com o partido da Reforma da Igreja, cujos princípios passaram, a partir daí, a governar as suas atividades religiosas e suas atitudes com relação aos assuntos de cunho eclesiástico.  Tornou-se, assim, em 1421, prepósito da igreja de São Urso e São Vítor, na cidade de Solothurn.  Para isso, empreendeu a reforma do clero do colegiado, elaborou novos regulamentos que incidiam sobre o serviço teológico a respeito dos deveres eclesiásticos e com a vida dos membros do coral, e chegou a defender energicamente  os direitos da igreja colegiada em detrimento das autoridades municipais.
Dois anos depois, retornou à cidade de Bolonha, na qual no ano seguinte recebeu os graus de licenciatura e Doutor em Direito Canônico.  O seu diploma de doutorado está preservado e exposto no museu público de Zurique para visitação.  Trata-se do diploma de doutorado mais antigo de que se tem notícia em seu formato original.  A sua erudição se refletia em múltiplos e diversificados campos.  Além de seus estudos em direito ele se dedicou ao estudo de linguagens antigas e conhecia o grego e o hebraico.  Ao retornar para Solothurn, dedicou-se à teologia e em 1430 ordenou-se sacerdote.  Tinha grandes expectativas com relação ao Concílio de Basileia, tomando parte nas deliberações que precederam as sessões gerais do concílio, bem como nos debates com os hussitas.  Ele também tomou partido nas deliberações do antipapa Félix V contra Eugênio IV. Mas os atos subsequentes ao concílio lhe foram desfavoráveis, tornando-se insatisfeito com as condições eclesiásticas da sua época. Nesse intertempo, reformou o clero da igreja colegiada de Zofingen.  Em Janeiro de 1439, empreendeu a reforma da igreja colegiada de Zurique, onde em princípios de 1428 tornou-se barítono, porém, encontrando por lá, vigorosa oposição.  Depois de escrever um violento panfleto falando sobre o modo de vida daquela comunidade, vários componentes do coral, indignados, fizeram um complô contra ele, onde ele se sentiu seriamente ferido. Recuperou-se, no entanto, e esquecendo-se da política da boas relações, renovou seus ataques contra os abusos eclesiásticos.

## Quem semeia vento, colhe tempestade
Na política, sempre perfilou-se em defesa de sua cidade natal, Zurique, aliada à Áustria em detrimento dos confederados suíços.  Seu ataque mais violento contra os suíços foi registrado em sua obra intitulada De nobilitate et rusticitate, concluída em 1450.   Dessa forma fez-se exímio semeador de inimigos, os quais, descumpridores da fé da qual eram detentores, buscavam também uma oportunidade favorável e propícia à vingança.  Em 1456, uma celebração popular com vistas à reconciliação dos habitantes de Zurique com os povos da Suíça, foi realizada por ocasião de um clamor popular contra Hemmerlin.
Detido em sua própria casa, foi entregue ao vigário-geral de Constança, e condenado pelo tribunal episcopal dessa cidade, com perda de seu direito de exercer seus direitos de Cônego em Zurique, e a confinamento para o resto da vida.  Ele foi levado para Lucerna, tendo sido preso durante um determinado tempo em um mosteiro franciscano daquele lugar.  Aproveitou o tempo para escrever inúmeros artigos em Lucerna, e eventualmente trocou o seu posto de prepósito em Solothurn pela paróquia de Penthaz na diocese de Lausanne.  Somente uma parte de suas obras foram impressas.  Uma edição, preparada por Sebastian Brant, foi publicada em 1497, juntamento com outra, de cujo registro não temos informação completa.
Seus conhecimentos de heráldica se baseiam na obra De armis et insigniis (Sobre armas e insígnias), escrita por Bartolus da Sassoferrato (1313-1357).

## Obras
Para uma lista completa da Obras de Felix Hemmerlin consulte o site
- Variae oblectationis opuscula et tractatus, Basileia, 1497.
- De nobilitate et rusticitate dialogus et alia opuscula. editor Sebastian Brant. (Buch vom Adel)
- Dialogus de Suitensium ortu, nomine confoederatione, et quibusdam utinam bene gestis. Accedunt fragmenta historica ex ejusdem libro De nobilitate by Felix Hemmerlin.
- Mais de 146 poemas escritos por  Konrad von Mure (1210-1281)[5] lhe foram atribuídos pois ele os preservou da destruição.
- De exorcismis (escrita por volta de 1445).
- De credulitate Daemonibus adhibenda (1454).
- Opuscula et tractatus
- Tractatus de exorcismis
- De emptione et venditione unius pro viginti
- Contra Validos Mendicantes.  Esta obra foi traduzida para o alemão por  Niklaus von Wyle[6]
- Fel. Malleoli nonnulla ad historiam helveticam pertinentia[7]